# Universität der Künste

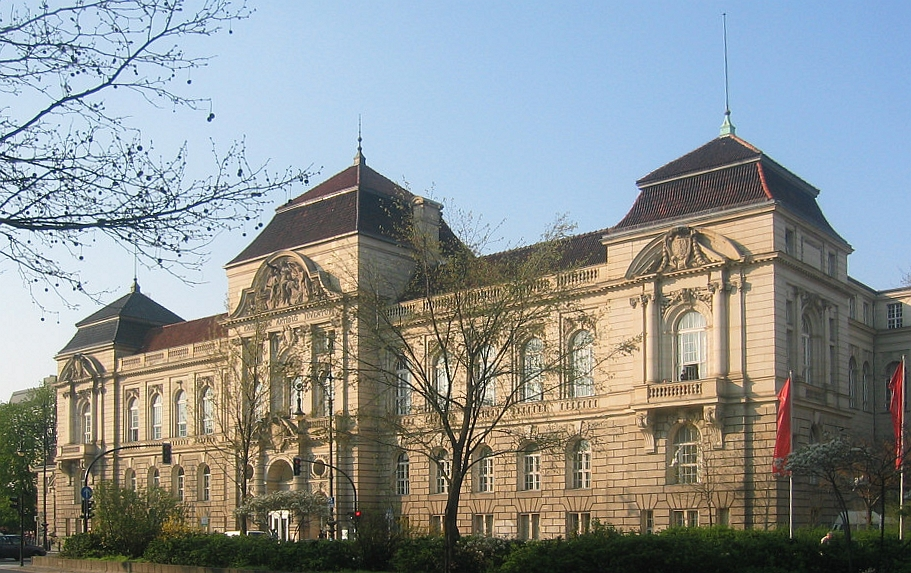
Universität der Künste Berlin, Hardenbergstrasse, Berlin.

Universität der Künste Berlin är en tysk konsthögskola med omkring 4 000 studenter (2016).
Universität der Künste Berlin har drygt 70 olika utbildningar inom fyra fakulteter (2016).
Konsthögskolan, som grundades 1696 som Akademie der Künste, är en av Tysklands äldsta. År 1975 slogs Staatliche Hochschule für Bildende Künstesamman med Staatliche Hochschule für Musik und Darstellende Kunst och den sammanslagna högskolan fick namnet Hochschule der Künste Berlin. År 2001 fick högskolan sitt nuvarande namn.